# 张振南
张振南，中华人民共和国政治人物。
担任香港劳工界领袖。广东省总工会筹备会、广州市总工会筹备会代表。1954年，当选第一届全国人民代表大会代表。